# Muryatan Barbosa
Muryatan Santana Barbosa nascido em Lund, Suécia em 1977, é um sociólogo, historiador e professor universitário brasileiro. É Doutor em História Social e atualmente é professor de Relações Internacionais e Ciências Humanas na Universidade Federal do ABC. 

## Biografia
Muryatan Barbosa se graduou em História em 2001 pela FFLCH-USP. Concluiu seu mestrado em Sociologia, pela mesma universidade em 2004, com a dissertação "Guerreiro Ramos e o personalismo negro". Em 2010, foi pesquisador visitante na Universidade de Harvard. Também pela USP, em 2012 recebeu o título de Doutor em História Social com a tese "A África por ela mesma: a perspectiva africana na História Geral da África (UNESCO)". Desde 2014, atua como professor adjunto no Bacharelado em Ciências e Humanidades e no Bacharelado em Relações Internacionais na Universidade Federal do ABC (UFABC). Pela mesma universidade, também leciona no Programa de Pós-Graduação em Economia Política Mundial.

## Prêmio Jabuti
Em 2020, publicou seu livro "A razão africana: breve história do pensamento africano contemporâneo" pela Editora Todavia.

Penso que este trabalho é especialmente relevante para um país como o Brasil, dado o caráter eurocêntrico do seu pensamento acadêmico. É verdade que possuímos uma larga tradição de estudos sobre as heranças africanas no país, que remonta aos fins do século xix. Entretanto, é uma produção que basicamente se circunscreve ao caráter histórico e cultural dessa relação África-Brasil, em geral ignorando que os intelectuais da própria África refletiram sobre suas realidades. E como se os africanos estivessem condenados a só produzir cultura "popular ancestral", "tradicional": subsídios para as elaborações mentais externas.

Muryatan Barbosa, na introdução de sua obra
Sua publicação foi amplamente referenciada no meio acadêmico brasileiro e, no ano de 2021, recebeu o primeiro lugar na categoria de Ciências Sociais do Prêmio Jabuti.

## Obras e artigos
- Pós-eurocentrismo e democracia africana: perspectivas a partir do pensamento africano contemporâneo. 2022.
- Economia política africana: do desenvolvimento ao autodesenvolvimento. 2021.
- Labour trends in Latin America and the Caribbean in the current crisis (2008-2016). 2021.
- A razão africana: breve história do pensamento africano contemporâneo. Editora Todavia. 2020.
- Pan-africanismo e anglofonia (1861-1945). 2018.
- A atualidade de Frantz Fanon: acerca da configuração colonialista. 2018.
- O decolonial no Brasil: uma ideia fora do lugar?. 2018.
- História da África hoje: ética e ciência. 2017.
- Pan-africanismo e relações internacionais: uma herança esquecida. 2015.
- Guerreiro Ramos e o Personalismo Negro. Paco Editorial. 2015.
- Pan-africanismo na Présence Africaine: unidade e diversidade de um ideal. 2015.
- Eurocentrismo, História e História da África. 2012.
- A África por ela mesma: a perspectiva africana na História Geral da África. 2011.
- Perspectiva africana na História Geral da África (UNESCO). 2011.
- História da África: ética e ciência. 2010.
- A crítica pós-colonial no pensamento indiano contemporâneo. 2009.
- Subaltern Studies: pós-colonialismo e desconstrução. 2009.
- Eurocentrismo e História: problemas e alternativas. 2008.